# ハンス・フォン・アーヘン
ハンス・フォン・アーヘン （Hans von Aachen, 1552年 - 1615年3月4日）は、ドイツのマニエリスム画家。 

## 生涯
ケルンで生まれた。彼の姓は、父親がアーヘン出身であることにちなむ。彼の名前には他に表記があり、Johann von -、 - von Achen 、Janachen、Fanachen、Abak、Jean Dac、Aquano、van Akenなど数多い。 

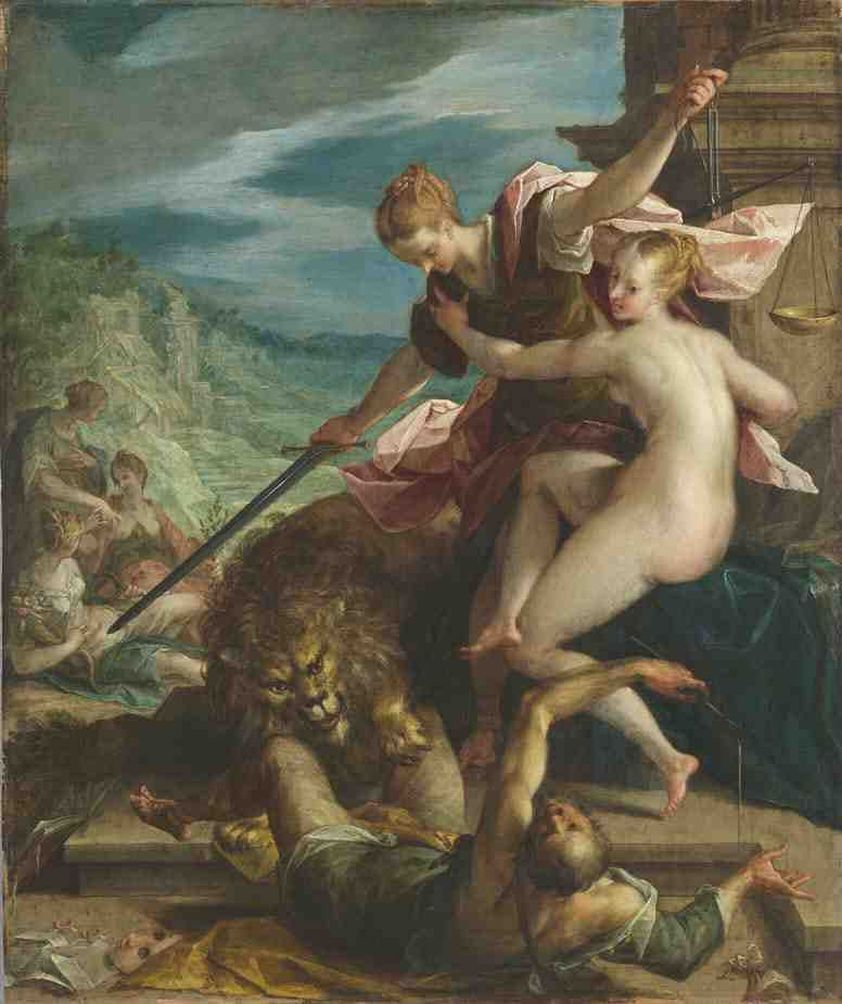
『寓話』または『正義の勝利』 (1598年)ドイツ語原題: "Sieg der Wahrheit unter dem Schutze der Gerechtigkeit"-
Oil on copper, 56 x 47 cm アルテ・ピナコテーク蔵

ハンス・フォン・アーヘンは、フランドル画家イェリクの門弟となり、ドイツで絵画を始めた。彼はさらに修行するため、1574年にイタリアへ移った。彼はローマとフィレンツェを巡ったが、すぐにヴェネツィアへ居を定めた。彼は最初カスパル・レムスの弟子となったが、ティントレットから学んだり、ミケランジェロ追従者らに学ぶことで自身のマニエリスムの技術を伸ばすことに決めた。しかし、彼の生涯を通じて、当時ドイツ芸術界の首位にいたバルトロメウス・スプランヘル、ヘンドリック・ホルツィウスの画風に支配されていた。
彼は1588年にドイツへ帰国し、貴族の肖像画家として非常に名が売れるようになった。彼はバイエルン公ヴィルヘルム5世の肖像を数点描いた。ミュンヘンで、彼は作曲家オルランド・ディ・ラッソの娘レジーナと結婚した。彼は当時プラハにあった神聖ローマ帝国宮廷と接触するようになった。1592年、彼は神聖ローマ皇帝ルドルフ2世の宮廷画家に任命された。しかし、彼は1601年にプラハへ移ったのみで、彼はそこに滞在してルドルフ2世や後継の皇帝マティアスから命令されて画作を行った。
アーヘンの弟子には、ピーテル・イサークスゾーンとヨーゼフ・ハインツがいる。彼の作品はヴォルフガング・キリアン、ドミニクス・クストス、ヤン・サデレルに模写された。

## 参照
- Allgemeine Deutsche Biographie - online version